# Spielfeld

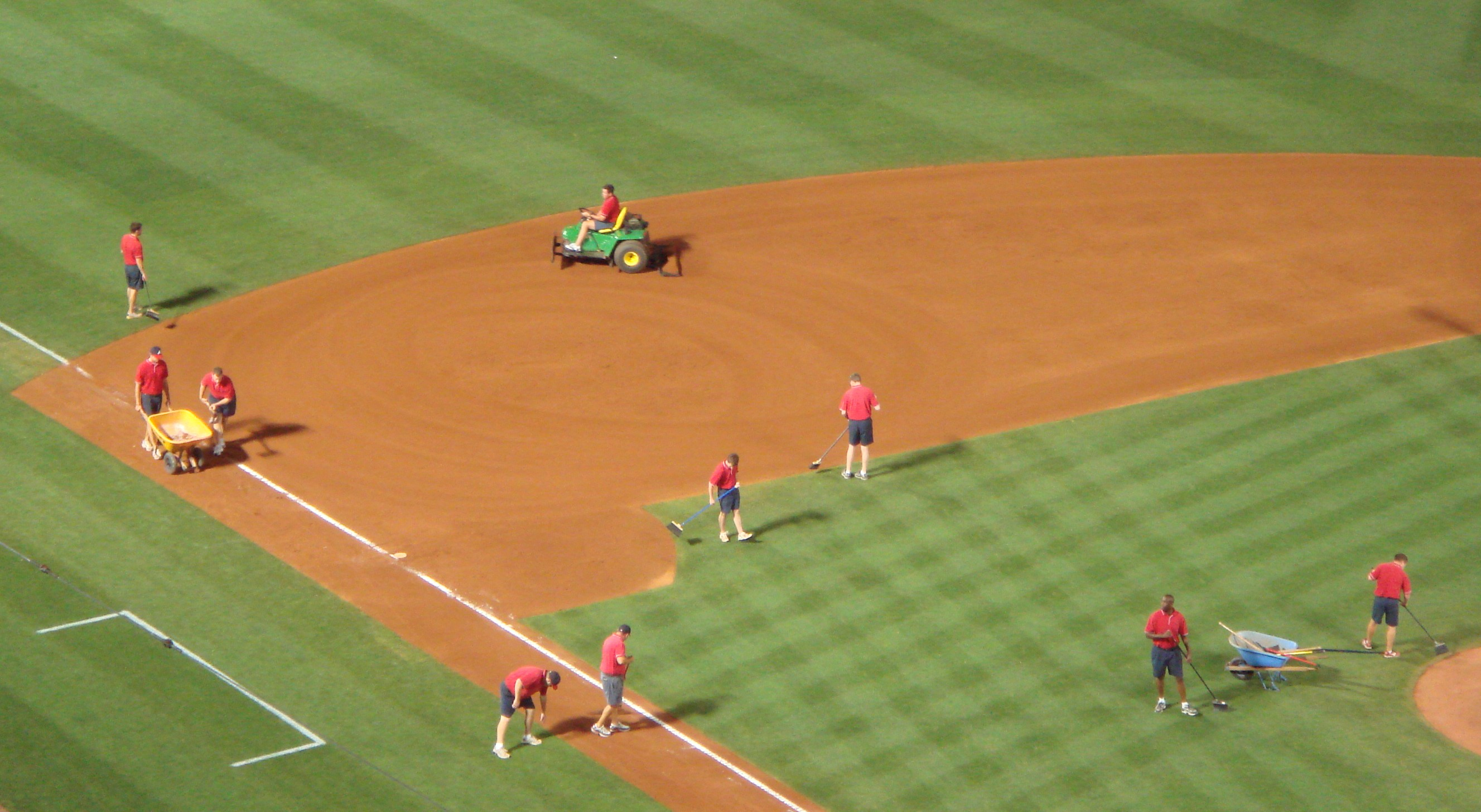
Pflege eines Baseballspielfeldes

Der Ausdruck Spielfeld bezeichnet eine Fläche bestimmter Größe
- beim Mannschaftssport
- bei Parteienspielen
- beim Brettspiel

Die Größe und die Form des Spielfeldes differieren und/oder variieren je nach Art des Sports oder Spiels. Als Begrenzung dienen in den meisten Fällen linienartige Spielfeldmarkierungen. Sie befinden sich auf dem Boden oder in der Luft (in diesem Falle mittels Bändern oder Ähnlichem); bei Brettspielen markieren sie das Spielbrett.

## Spielfelder im Sport

Vergleich unterschiedlicher Spielfelder

Die Größe kann innerhalb einer Sportart schwanken.
Ein Fußballfeld beispielsweise darf laut DFB zwischen 90 und 120 m lang und 45 bis 90 m breit sein – ein sehr kleines Feld hätte demnach nicht einmal die halbe Fläche eines maximal großen. Gemäß FIFA- und UEFA- Standard werden im Fußball die Spielfeldmaße von 105 m × 68 m empfohlen und in internationalen Wettbewerben teilweise auch vorgeschrieben.

### Maße von Spielfeldern einzelner Sportarten
| Sportart                    | Länge    | Breite   | Fläche       |
| --------------------------- | -------- | -------- | ------------ |
| American Football           | 109,70 m | 48,50 m  | 5.320,45 m²  |
| Badminton                   | 13,40 m  | 6,10 m   | 81,74 m²     |
| Baseball (Infield)          | 27,432 m | 27,432 m | 752,51 m²    |
| Basketball                  | 28,00 m  | 15,00 m  | 420,00 m²    |
| Beachhandball               | 27,00 m  | 12,00 m  | 324,00 m²    |
| Beachultimate               | 75,00 m  | 25,00 m  | 1.875,00 m²  |
| Beachtennis (Doppel)        | 16,00 m  | 8,00 m   | 128,00 m²    |
| Beachtennis (Einzel)        | 16,00 m  | 5,00 m   | 80,00 m²     |
| Beachvolleyball             | 16,00 m  | 8,00 m   | 128,00 m²    |
| Eishockey (maximal)         | 61,00 m  | 30,00 m  | 1.830,00 m²  |
| Eishockey (minimal)         | 56,00 m  | 26,00 m  | 1.456,00 m²  |
| Faustball (außen)           | 50,00 m  | 20,00 m  | 1.000,00 m²  |
| Faustball (drinnen)         | 40,00 m  | 20,00 m  | 800,00 m²    |
| Fußball (maximal)           | 120,00 m | 90,00 m  | 10.800,00 m² |
| Fußball (Standard)          | 105,00 m | 68,00 m  | 7.140,00 m²  |
| Fußball (minimal)           | 90,00 m  | 45,00 m  | 4.050,00 m²  |
| Handball                    | 40,00 m  | 20,00 m  | 800,00 m²    |
| Hockey (Feld)               | 91,40 m  | 55,00 m  | 5.027,00 m²  |
| Korbball (Feldkorbball)     | 50,00 m  | 25,00 m  | 1.250,00 m²  |
| Korbball (Hallenkorbball)   | 30,00 m  | 15,00 m  | 450,00 m²    |
| Korbball (Schweiz) (Männer) | 40,00 m  | 25,00 m  | 1.000,00 m²  |
| Korbball (Schweiz) (Frauen) | 30,00 m  | 20,00 m  | 600,00 m²    |
| Lacrosse                    | 100,60 m | 54,90 m  | 5.518,00 m²  |
| Polo                        | 274,00 m | 183,00 m | 50.142,00 m² |
| Quidditch                   | 60,00 m  | 33,00 m  | 1.980,00 m²  |
| Rugby League                | 122,00 m | 68,00 m  | 8.296,00 m²  |
| Rugby Union (maximal)       | 144,00 m | 70,00 m  | 10.080,00 m² |
| Squash                      | 9,75 m   | 6,40 m   | 62,40 m²     |
| Tennis (Doppel)             | 23,77 m  | 10,97 m  | 260,76 m²    |
| Tennis (Einzel)             | 23,77 m  | 8,23 m   | 195,63 m²    |
| Touch                       | 70,00 m  | 50,00 m  | 3.500,00 m²  |
| Tischtennis                 | 2,74 m   | 1,525 m  | 4,18 m²      |
| Unihockey                   | 40,00 m  | 20,00 m  | 800,00 m²    |
| Ultimate (Outdoor)          | 100,00 m | 37,00 m  | 3.700,00 m²  |
| Ultimate (Indoor)           | 40,00 m  | 20,00 m  | 800,00 m²    |
| Volleyball                  | 18,00 m  | 9,00 m   | 162,00 m²    |
| Wasserball                  | 30,00 m  | 20,00 m  | 600,00 m²    |

### Ähnliche Spiel- und Sportanlagen
Bei Leichtathletikanlagen spricht man von Sportfeldern.

## Dreidimensionale Spielfelder im Sport
Die Sportart Unterwasser-Rugby wird in einem dreidimensionalen Spielfeld, einem Spielraum gespielt. Ein ähnlicher Raum ist die Box im Kunstflug.